# Rangerville village. Utah
Rangerville village je [[{{{tip}}}]] u američkoj saveznoj državi Teksas. Prema popisu stanovništva iz 2010. u njemu je živjelo 289 stanovnika.